# Арка Славы (Могилёв)

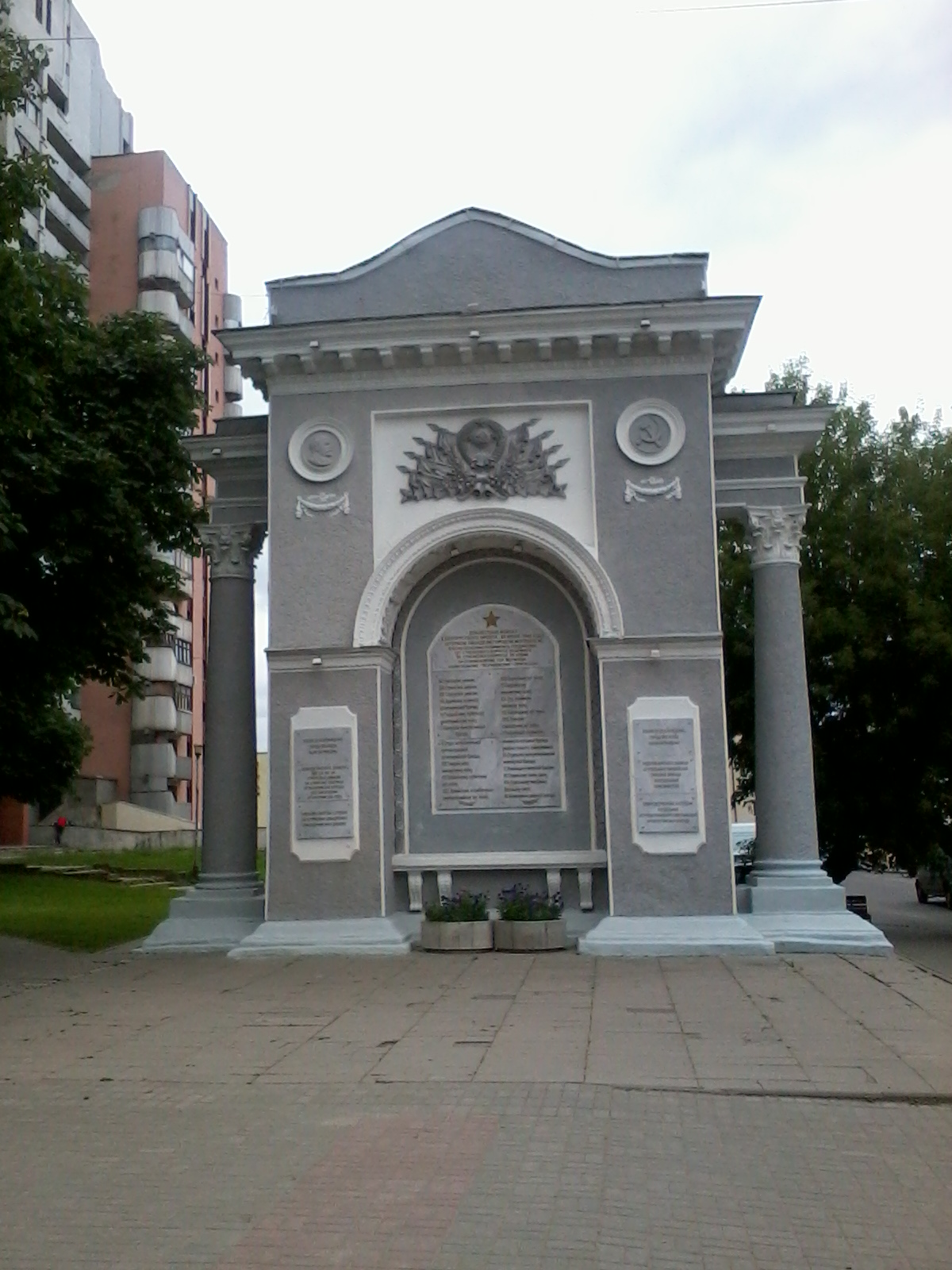
Арка Славы в г. Могилёве

Арка Славы — арка, возведённая в 1780 году на Соборной площади Могилёва, напротив места закладки Иосифовского собора (не сохранился).
Через эту арку или браму в 1780 году въезжала в Могилев российская императрица Екатерина II. В Могилёв российская императрица приезжала для встречи с австрийским императором Иосифом II.
Арка представляет собой прямоугольное в плане сооружение с двумя выступами-ризалитами, которое завершено широким профилированным карнизом и ломаным треугольным фронтом, по торцам фланкировано двумя колоннами коринфского ордера с антаблементом. В центре главного фасада — большая полуциркульная ниша.
Арка реставрирована в 1950-е годы, с закладкой кирпичом прохода. Тогда же над нишей установлены барельефы В. И. Ленина, И. В. Сталина и герба Союза ССР (позднее барельеф Сталина заменён на Серп и молот).
В 1964 году в нише заложенного прохода арки Славы в Могилёве установлены мемориальные доски, на которых перечислены части и соединения Красной Армии, награждённые за участие в Великой Отечественной войне орденами Красного Знамени, Суворова II степени, Суворова III степени, а также получившие почётное наименование «Могилёвский» и «Могилёвская».
В 2011 году мемориальные доски на арке обновлены.